# كرين برينتون
كرين برينتون (بالإنجليزية: Crane Brinton)‏ هو مؤرخ أمريكي، ولد في 1898 في كونيتيكت في الولايات المتحدة، وتوفي في 7 سبتمبر 1968 في ماساتشوستس في الولايات المتحدة.
من مؤلفاته:
تشكيل العقل الحديث

## وصلات خارجية
- كرين برينتون على موقع الموسوعة البريطانية (الإنجليزية)